# Cornus chinensis
Cornus chinensis är en kornellväxtart som beskrevs av Wangerin. Cornus chinensis ingår i släktet korneller, och familjen kornellväxter. Inga underarter finns listade i Catalogue of Life.